# Кава (вино)

Райони вирощування винограду у Каталонії

Ка́ва (кат. cava, МФА: [ˈkaβə]) — назва білого або рожевого ігристого вина типу шампанського, яке виробляється переважно у районах Ал-Панадес та Баш-Панадес у Каталонії, пр. за 40 км на південний захід від Барселони. Назва вина походить від каталонського слова, що означає «льох».
Панадес — скеляста місцевість, виноград вирощується тут з античних часів. Клімат сприятливий для вирощування винограду — північні та східні вітри охолоджують регіон, будова ґрунту така, що у винограда може розвинутися глибока коренева система.
Ігристе вино кава було створене у 1872 р. Жузепом Рабантосом (кат. Josep Raventós). Виноградники Панадесу були спустошені філоксерою, червоний виноград практично повністю було замінено на білі сорти. Рабантос вирішує створити біле ігристе вино після того, як вина Шампані стали особливо популярними. До недавнього часу це вино називали «іспанським шампанським», але відповідно до законодавства ЄС так можуть називатися лише французькі вина. В Іспанії каву часто називають champaña, а у Каталонії xampany.
Кава може бути як сухим вином, так і напівсухим та солодким.
Відповідно до іспанського законодавства щодо походження вина (ісп. Denominación de Origen), кава може вироблятися в шести винних регіонах і має бути зроблена відповідно до традиційного методу, що включає бродіння у пляшці. Дозволяється використовувати такі сорти винограду: макабео, parellada, xarel·lo, шардоне, піно нуар та субірат. Компанія «Рабантос і Бланк» (кат. Raventós i Blanc) щорічно випускає також невелику кількість вина під маркою «Алізабет Рабантос» (кат. Elisabet Raventós), який містить також 10 % білого («blanco de negro») винограда сортів монастрель. Шардоне не використовувався для виробництва кави до 1980-х років не зважаючи на те, що цей сорт винограду є традиційним для шампанських вин Шампані. Піно нуар дозволяється використовувати для виробництва білої кави з 2007 р.
У Каталонії кава використовується під час хрещення — соску дитини вмочують у вино під час церемонії.